# Korpiklaani
Korpiklaani (pol. Leśny klan) – fiński zespół folk metalowy założony w 2003 w Lahti.

## Historia

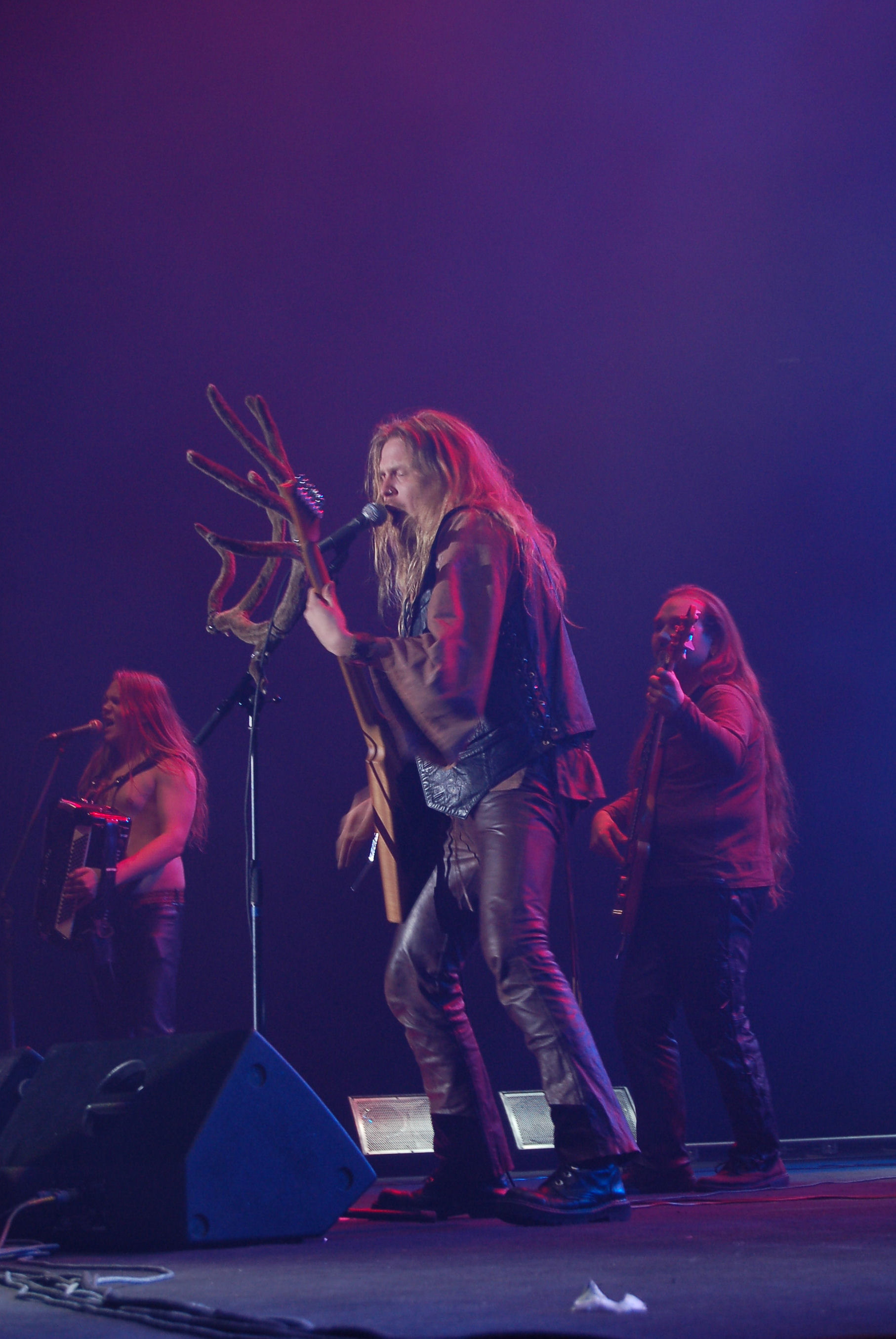
Korpiklaani na festiwalu Metalmania (2007)

### Geneza zespołu
Jonne Järvelä, zainspirowany tradycyjną fińską muzyką folkową, chciał stworzył projekt różniący się od jego poprzedniego zespołu – Shaman. Na potrzeby nowej grupy zrezygnował ze śpiewania w języku Sámi i grania impulsywnego folk metalu, choć nie chciał rezygnować z mocniejszych brzmień. Do składu jego nowego zespołu dołączyli: skrzypek Jaakko Lemmetty, basista Arto Tissari, bębniarz Matson, gitarzysta Toni Honkanen i perkusista Ali Määttä.

### Działalność studyjna
W 2003 muzycy wydali album pt. Spirit of the Forest. Przy nagrywaniu kolejnej płyty do zespołu dołączył gitarzysta Cane i akordeonista Juho, a po nagraniu albumu pt. Voice of Wilderness ze składu z powodu służby wojskowej odszedł Arto Tissari, którego miejsce zajął Jarkko Aaltonen. W podobnym czasie Korpiklaani z powodów osobistych opuścili również Ali Määttä i Toni "Honka" Honkanen. W 2007 zespół zagrał na festiwalu Metalmania w Katowicach.
3 sierpnia 2012 muzycy wydali album pt. Manala. W marcu 2013 z zespołu odszedł akordeonista Juho Kauppinen, a jego miejsce na trasie koncertowej promującej album Manala zajął akordeonista Sami Perttula. W maju 2015 muzycy wydali album pt. Noita. We wrześniu 2018 premierę miał ich album pt.  Kulkija, w głównej mierze oparty na fińskim folku.

## Dyskografia

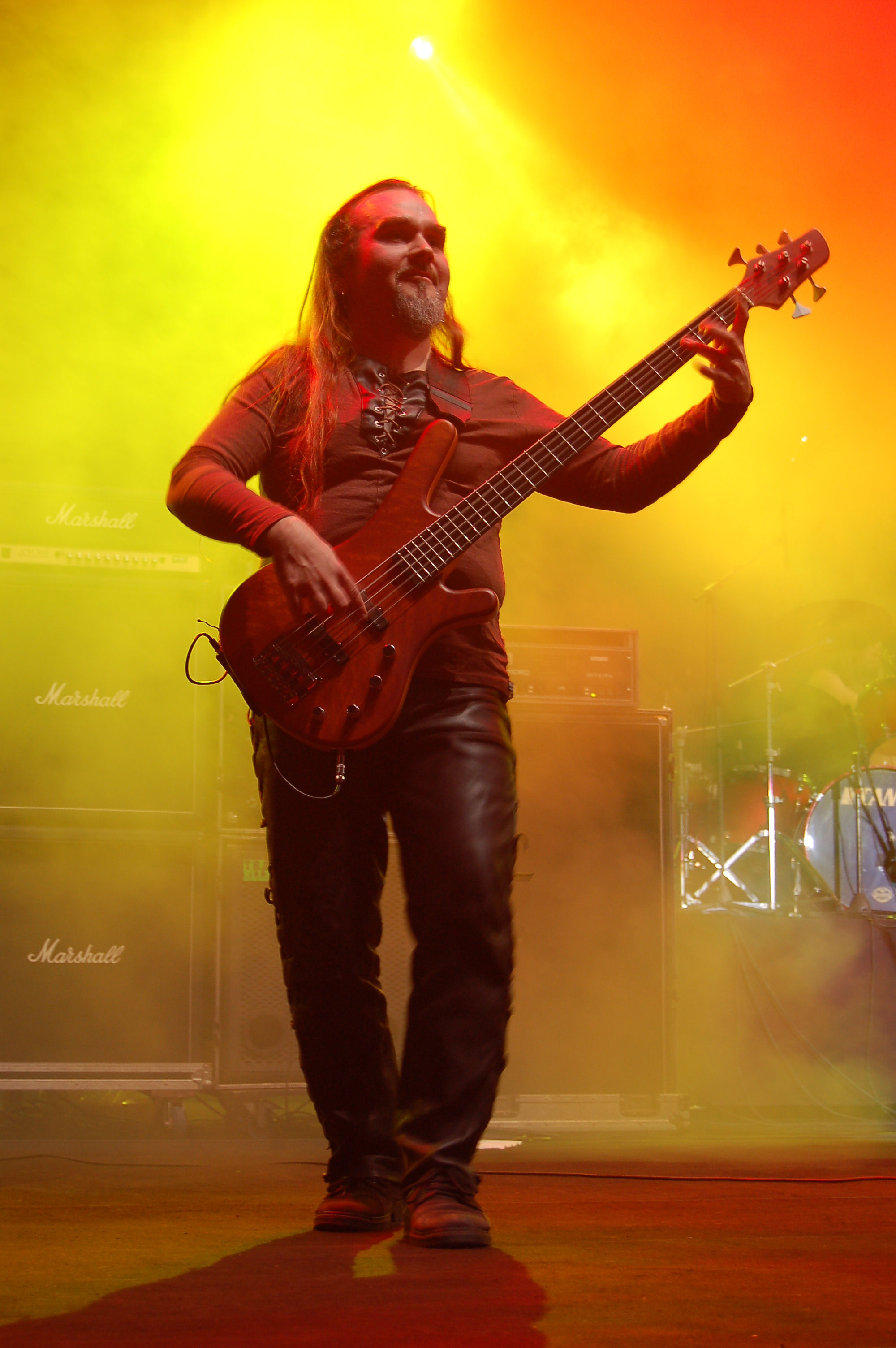
Jarkko Aaltonen w czasie festiwalu Metalmania w 2007 roku

Na podstawie materiału źródłowego: 
| Rok                            | Tytuł                                                                    | Pozycja na liście | Pozycja na liście | Pozycja na liście | Pozycja na liście | Pozycja na liście | Pozycja na liście | Pozycja na liście |
| Rok                            | Tytuł                                                                    | FIN               | DEU               | AUT               | CHE               | JPN               | BEL (WA)          | BEL (FL)          |
| ------------------------------ | ------------------------------------------------------------------------ | ----------------- | ----------------- | ----------------- | ----------------- | ----------------- | ----------------- | ----------------- |
| 2003                           | Spirit of the Forest - Data: 10 listopada 2003 - Wydawca: Napalm Records | —                 | —                 | —                 | —                 | —                 | —                 | —                 |
| 2005                           | Voice of Wilderness - Data: 1 lutego 2005 - Wydawca: Napalm Records      | —                 | —                 | —                 | —                 | 195               | —                 | —                 |
| 2006                           | Tales Along This Road - Data: 21 kwietnia 2006 - Wydawca: Napalm Records | —                 | —                 | —                 | —                 | 157               | —                 | —                 |
| 2007                           | Tervaskanto - Data: 26 czerwca 2007 - Wydawca: Napalm Records            | 36                | 85                | —                 | —                 | 83                | —                 | —                 |
| 2008                           | Korven Kuningas - Data: 21 marca 2008 - Wydawca: Nuclear Blast           | 16                | 72                | —                 | —                 | 175               | —                 | —                 |
| 2009                           | Karkelo - Data: 26 czerwca 2009 - Wydawca: Nuclear Blast                 | 26                | 81                | —                 | 94                | 228               | —                 | —                 |
| 2011                           | Ukon Wacka - Data: 4 lutego 2011 - Wydawca: Nuclear Blast                | 9                 | 72                | 75                | 57                | 254               | —                 | —                 |
| 2012                           | Manala - Data: 3 sierpnia 2012 - Wydawca: Nuclear Blast                  | 19                | 47                | 60                | 70                | 243               | 180               | —                 |
| 2015                           | Noita - Data: 1 maja 2015 - Wydawca: Nuclear Blast                       | 16                | 46                | 70                | 61                | —                 | 186               | 171               |
| 2018                           | Kulkija - Data: 7 września 2018 - Wydawca: Nuclear Blast                 | —                 | —                 | —                 | —                 | —                 | —                 | —                 |
| 2021                           | Jylhä - Data: - Wydawca: Nuclear Blast                                   | —                 | —                 | —                 | —                 | —                 | —                 | —                 |
| 2024                           | Rankarumpu - Data: 5 kwietnia 2024 - Wydawca: Nuclear Blast              |                   |                   |                   |                   |                   |                   |                   |
| "—" pozycja nie była notowana. |                                                                          |                   |                   |                   |                   |                   |                   |                   |

| Rok  | Tytuł                                                             |
| ---- | ----------------------------------------------------------------- |
| 2008 | Keep on Galloping - Data: 14 lutego 2008 - Wydawca: Nuclear Blast |
| 2009 | Vodka - Data: 27 maja 2009 - Wydawca: Nuclear Blast               |
| 2010 | Ukon Wacka - Data: 21 grudnia 2010 - Wydawca: Nuclear Blast       |
| 2011 | Metsälle - Data: 16 grudnia 2011 - Wydawca: Nuclear Blast         |
| 2012 | Rauta - Data: 17 lipca 2012 - Wydawca: Nuclear Blast              |